# Jenny Smart
Jenny Smart (eigentlich Jennifer Ann Smart; * 19. Februar 1943 im Royal Borough of Kingston upon Thames) ist eine ehemalige britische Sprinterin.
Bei den Olympischen Spielen 1960 in Rom wurde sie Sechste über 100 m. Über 200 m erreichte sie das Halbfinale, und in der 4-mal-100-Meter-Staffel mit der britischen Mannschaft das Finale, in dem diese disqualifiziert wurde.
1961 wurde Smart englische Meisterin über 100 und 220 Yards.

## Persönliche Bestzeiten
- 100 m: 11,5 s, 1. September 1961, Oberhausen
- 200 m: 23,6 s, 1. September 1961, Oberhausen